# Musikalienhandel
Der Musikalienhandel ist eine Einrichtung, um den gegenseitigen Nachdruck von Noten zu steuern und die verwickelten Fragen des musikalischen Verlagsrechts zu regeln sowie das im Musikalienhandel besonders häufig vorkommende geteilte Verlagseigentum (z. B. zwischen England, Frankreich und Deutschland) zu ordnen.
Die deutschen Musikalienhändler gründeten am 23. Mai 1829 (Zusatzartikel vom 12. Mai 1830) einen Verein mit dem Sitz in Leipzig, der 1876 reorganisiert wurde.
In Bezug auf den Geschäftsbetrieb: siehe Buchhandel.